# Trofeo Ciudad de Vigo
Il Trofeo Ciudad de Vigo  è un torneo calcistico estivo a carattere amichevole che si disputa tutti gli anni a partire dal 1971 nella città galiziana di Vigo, in Spagna.
Organizzato dalla locale squadra del Celta, la formula del torneo ha subito negli anni varie modifiche determinate dal numero di squadre partecipanti. Attualmente è prevista la presenza di due sole compagini (il Celta e una squadra ospite) che si contendono il trofeo in un unico incontro. In caso di parità si fa ricorso ai calci di rigore.

## Albo d'oro
| Edizione | Anno | Primo posto            | Altre partecipanti                            |
| I        | 1971 | Panathīnaïkos          | Celta Vigo / Pontevedra                       |
| II       | 1972 | Celta Vigo             | Vasas / Nacional                              |
| III      | 1973 | Celta Vigo             | Chelsea / Ourense                             |
| IV       | 1974 | Honvéd                 | Celta Vigo / Colonia                          |
| V        | 1975 | Celta Vigo             | Levski Sofia / Rosario Central                |
| VI       | 1976 | Celta Vigo             | Benfica / Deportivo La Coruña                 |
| VII      | 1977 | Atlético Mineiro       | Celta Vigo / Torpedo Mosca / Sporting Lisbona |
| VIII     | 1978 | Cruzeiro               | Celta Vigo / Nottingham Forest / Porto        |
| IX       | 1979 | Athletic Bilbao        | Celta Vigo / Botafogo / Ferencváros           |
| X        | 1980 | Celta Vigo             | Barcellona / CSKA Sofia / Atlético Mineiro    |
| XI       | 1981 | Real Madrid            | Celta Vigo / Sporting Gijón                   |
| XII      | 1982 | Real Madrid            | Celta Vigo / Sporting Gijón / Hajduk Spalato  |
| XIII     | 1983 | Southampton            | Celta Vigo / Dinamo Bucarest                  |
| XIV      | 1984 | Celta Vigo             | Betis / Videoton / Peñarol                    |
| XV       | 1985 | Dinamo Kiev            | Celta Vigo / Real Valladolid                  |
| XVI      | 1986 | Celta Vigo             | Real Valladolid / Fluminense                  |
| XVII     | 1987 | Internacional          | Celta Vigo / Selezione Marocco                |
| XVIII    | 1988 | Celta Vigo             | Botafogo / Boca Juniors                       |
| XIX      | 1989 | Benfica                | Celta Vigo / Atlético Madrid                  |
| XX       | 1990 | Spartak Mosca          | Celta Vigo / Siviglia                         |
| XXI      | 1991 | Celta Vigo             | Real Sociedad                                 |
| XXII     | 1992 | Celta Vigo             | Real Madrid                                   |
| XXIII    | 1993 | Celta Vigo             | Vasco da Gama                                 |
| XXIV     | 1994 | Independiente Medellín | Celta Vigo                                    |
| XXV      | 1995 | Siviglia               | Celta Vigo                                    |
| XXVI     | 1996 | Inter                  | Celta Vigo / Deportivo La Coruña              |
| XXVII    | 1997 | Celta Vigo             | Lazio                                         |
| XXVIII   | 1998 | Celta Vigo             | Fiorentina                                    |
| XXIX     | 1999 | Celta Vigo             | Perugia                                       |
| XXX      | 2000 | Celta Vigo             | Porto                                         |
| XXXI     | 2001 | Sporting Lisbona       | Celta Vigo                                    |
| XXXII    | 2002 | Celta Vigo             | Paris Saint-Germain                           |
| XXXIII   | 2003 | Siviglia               | Celta Vigo                                    |
| XXXIV    | 2004 | Vitória Guimarães      | Celta Vigo                                    |
| XXXV     | 2005 | Celta Vigo             | Real Saragozza                                |
| XXXVI    | 2006 | Celta Vigo             | Boavista                                      |
| XXXVII   | 2007 | Atlético Madrid        | Celta Vigo                                    |
| XXXVIII  | 2008 | Celta Vigo             | Sparta Rotterdam                              |
| XXXIX    | 2009 | Celta Vigo             | Sporting Gijón                                |
| XL       | 2010 | Real Saragozza         | Celta Vigo                                    |
| XLI      | 2011 | Sporting Gijón         | Celta Vigo                                    |
| XLII     | 2012 | Celta Vigo             | Atlético Madrid                               |